# Heliotropium salicioides
Heliotropium salicioides là loài thực vật có hoa trong họ Mồ hôi. Loài này được Cham. mô tả khoa học đầu tiên năm 1833.